# Тукановые
Тука́новые (лат. Ramphastidae) — семейство птиц отряда дятлообразные. У туканов несоразмерно большой, сжатый с боков, ярко окрашенный клюв. Однако сам клюв, несмотря на свои размеры, сравнительно лёгок, из-за его пористой структуры. Самые крупные представители отряда дятлообразных. Насчитывают около 40 видов птиц, объединяемых в 6 родов.
Тукановые населяют равнинные и горные (до 3000 м) тропические леса Америки от южной Мексики до северной Аргентины. Гнездятся в естественных или выдолбленных дятлами дуплах.
Своё название эти птицы получили из-за того, что представители одного из их видов кричат «токано!» в разных тонах.

## Описание

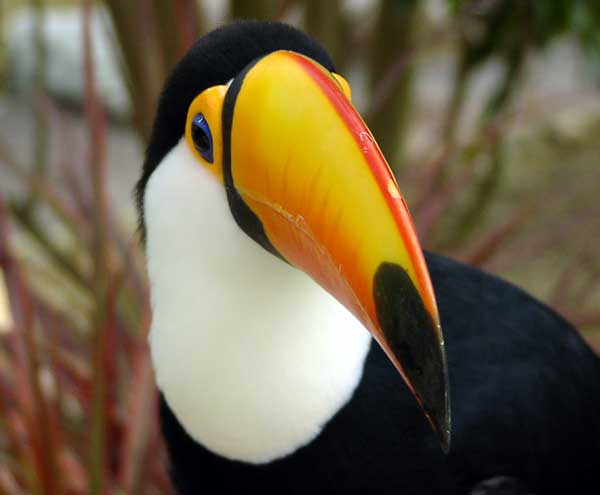
Большой тукан (Ramphastos toco)

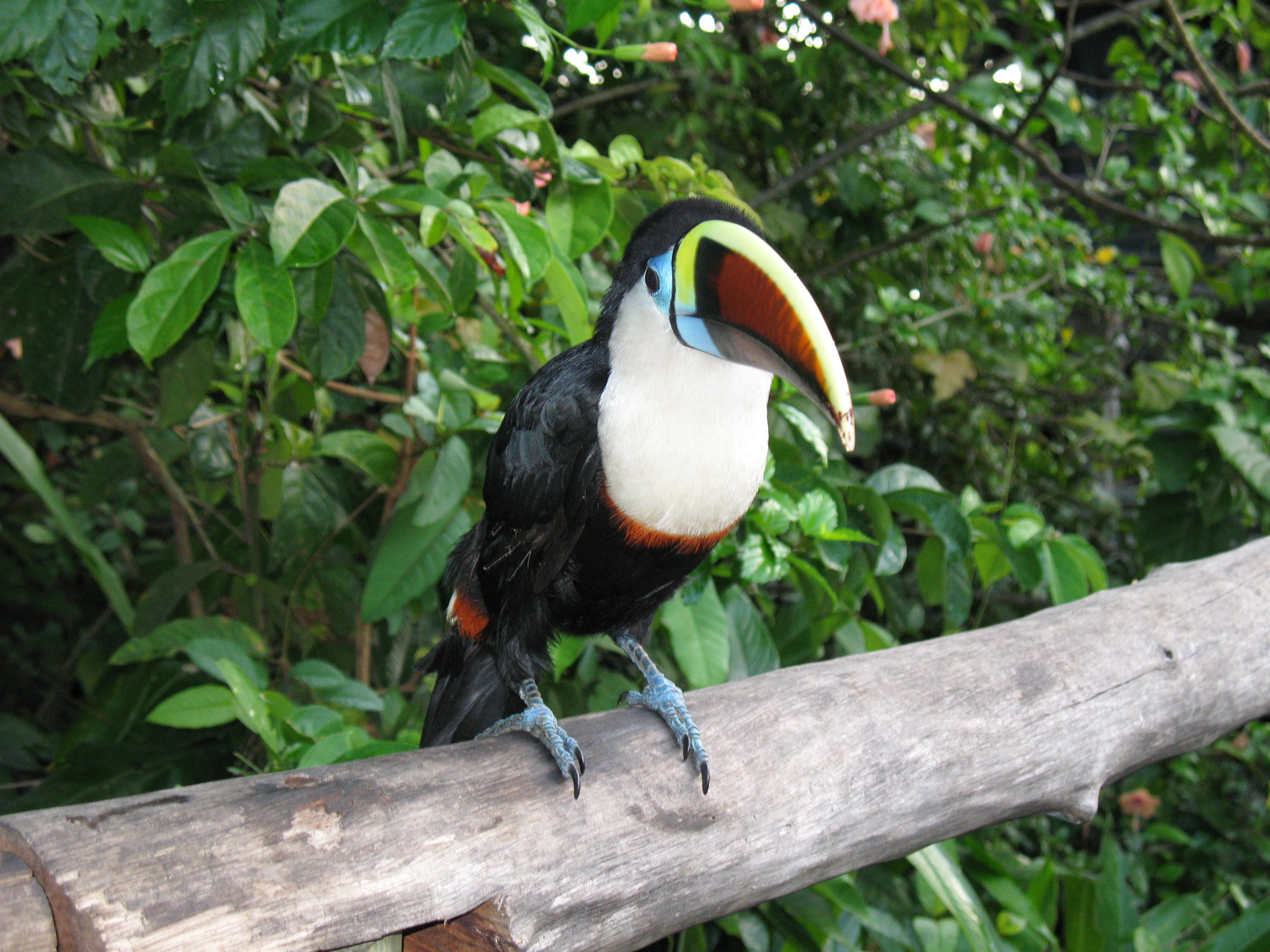
Тукан

Шумная птица, живущая в тропическом лесу. Её легко узнать по огромному и очень лёгкому жёлтому клюву, длина которого достигает почти половины длины тела. Эта птица не умеет хорошо и далеко летать, поэтому проводит большую часть времени в полых деревьях. Примечательна своей внешностью. Первое, что бросается в глаза — несоразмерно большой, ярко окрашенный клюв. Большой клюв не доставляет неудобств птице: он очень лёгкий из-за наличия в нём воздушных полостей. Внутренняя часть клюва состоит из пористой, пенообразной костной ткани, внешняя — из кератина. Клюв обильно снабжён кровеносными сосудами, поскольку играет важную роль в терморегуляции туканов. Клюв туканят резко отличается от клюва взрослых птиц. У птенцов он плоский, причём нижняя челюсть несколько длиннее и шире, чем верхняя; это облегчает схватывание корма, бросаемого взрослыми птицами. Язык у туканов длинный, передняя часть его и края бахромчатые, что придаёт ему перистый вид. Кожа около углов рта и вокруг глаз не оперена и ярко окрашена. Контрастная окраска оперения. Обычно на основном чёрном фоне большей части оперения имеются разнообразные яркие участки. Ноги и глаза этих птиц окрашены в яркие цвета. Есть туканы, расцвеченные настолько пёстро, что они в этом отношении не уступают самым ярким попугаям. Тукановые малозаметны среди лесной зелени, особенно когда они после кормёжки спокойно сидят в кронах деревьев: можно подумать, что из листвы выглядывает большая яркая бабочка. Хвост у тукановых, как правило, недлинный, прямо срезанный, состоит из 10 рулевых перьев. У некоторых видов он довольно длинный и ступенчатый, то есть крайние рулевые перья самые короткие, следующие за ними длиннее и т. д., а средняя пара рулевых самая длинная. Короткие и широкие крылья имеют по 11 первостепенных маховых перьев. Ноги сильные и большие, четырёхпалые, приспособленные для лазания по деревьям.
Из-за своего неуклюжего большого тела и громадного клюва летают тукановые довольно тяжело. Взлетев, птица набирает высоту, а затем планирует в нужном направлении, описывая в воздухе широкие круги. Полётов на далёкие расстояния эти птицы избегают. Всё время туканы проводят в кронах больших деревьев, где они питаются плодами. Птицы любопытны, сообща преследуют хищных птиц и собираются большими стаями, пытаясь оказать помощь раненому или схваченному хищником собрату.

## Размножение
Тукановые — моногамные птицы. Гнездятся они в дуплах деревьев. Кладка состоит из 1—4 блестяще-белых, одинаково закруглённых с обоих концов яиц. Кладку насиживают оба родителя. У мелких видов насиживание продолжается 2 недели, у крупных немного дольше. Тукановые — гнездовые птицы: птенцы вылупляются совершенно беспомощные, голые и слепые. В дупле они находятся от 6 до 8 недель.

## Питание
По роду пищи тукановые — растительноядные птицы, питающиеся почти исключительно сочными плодами (например, бананами) и ягодами. Зазубрины на клюве помогают птице удерживать и вскрывать плоды. Однако они могут есть и пауков, некоторых беспозвоночных, изредка ящериц и даже мелких змей. Иногда таскают из гнёзд других птиц птенцов и яйца.

## Звуковая коммуникация птиц
Голос у разных видов туканов различен, но у всех птиц он громкий, резкий и пронзительный. Его можно сравнить либо с кваканьем лягушки, либо с тявканьем щенка.

## Применение человеком
Жители областей, где обитают тукановые, усиленно охотятся на них из-за вкусного мяса, повсеместно употребляемого в пищу. Красивые перья этих птиц, а также оранжевая шкурка с мелким оперением, снимаемая у многих видов с груди, используются как украшение.

### В неволе
Тукановые отличаются большой доверчивостью и понятливостью, а поэтому легко приручаются. В неволе они едят почти всё, что им дают. Мясо, хлеб, каша, самые различные плоды, различные беспозвоночные, рыба, пресмыкающиеся, мелкие млекопитающие, семена, сочные травы и яйца.

## Классификация
В состав семейства включают 5 родов с 43 видами:
| Фото | Роды                           | Виды |
| ---- | ------------------------------ | --- |
|      | Туканеты (Aulacorhynchus)      | - Андский туканет (Aulacorhynchus albivitta) - Чёрногорлый туканет (Aulacorhynchus atrogularis) - Голубогорлый туканет (Aulacorhynchus caeruleogularis) - Сероклювый туканет (Aulacorhynchus coeruleicinctis) - Туканет Дерби (Aulacorhynchus derbianus) - Краснохвостый туканет (Aulacorhynchus haematopygus) - Желтобровый туканет (Aulacorhynchus huallagae) - Изумрудный туканет (Aulacorhynchus prasinus) - Голуболицый туканет (Aulacorhynchus sulcatus) - Туканет Ваглера (Aulacorhynchus wagleri) - Туканет Уайтли (Aulacorhynchus whitelianus) |
|      | Арасари (Pteroglossus)         | - Черногорлый арасари (Pteroglossus aracari) - Краснозобый арасари (Pteroglossus azara) - Златогрудая андигена (Pteroglossus bailloni) - Курчавый арасари (Pteroglossus beauharnaisii) - Двухполосый арасари (Pteroglossus bitorquatus) - Буроухий арасари (Pteroglossus castanotis) - Светлоклювый арасари (Pteroglossus erythropygius) - Огненноклювый арасари (Pteroglossus frantzii) - Pteroglossus inscriptus - Буроклювый арасари (Pteroglossus mariae) - Многополосый арасари (Pteroglossus pluricinctus) - Полосатоклювый арасари (Pteroglossus sanguineus) - Ошейниковый арасари (Pteroglossus torquatus) - Зелёный арасари (Pteroglossus viridis) |
|      | Туканы-селенидеры (Selenidera) | - Селенидера Гульда (Selenidera gouldii) - Пестроклювая селенидера (Selenidera maculirostris) - Селенидера Наттерера (Selenidera nattereri) - Гвианская селенидера (Selenidera piperivora) - Золотошейная селенидера (Selenidera reinwardtii) - Желтоухая селенидера (Selenidera spectabilis) |
|      | Туканы-андигены (Andigena)     | - Черноголовая андигена (Andigena cucullata) - Голубая андигена (Andigena hypoglauca) - Плоскоклювая андигена (Andigena laminirostris) - Черноклювая андигена (Andigena nigrirostris) |
|      | Туканы (Ramphastos)            | - Желтогорлый тукан (Ramphastos ambiguus) - Чокосский тукан (Ramphastos brevis) - Лимонногорлый тукан (Ramphastos citreolaemus) - Красногрудый тукан (Ramphastos dicolorus) - Радужный тукан (Ramphastos sulfuratus) - Большой тукан (Ramphastos toco) - Белогрудый тукан (Ramphastos tucanus) - Тукан-ариель (Ramphastos vitellinus) |